# De lutrede
De lutrede er en dansk dokumentarfilm med instruktion og manuskript af Jesper Jargil. Filmen afslutter Jesper Jargils trilogi Troværdighedens rige. De to tidligere film i trilogien er De ydmygede (1998) og De udstillede (2000).

## Handling
Fire instruktører indgår et broderskab. De sværger at overholde 10 regler, der forbyder anvendelsen af størstedelen af de virkemidler, som filmindustrien har udviklet gennem 100 år. Deres film får succes, og Dogme blev et internationalt begreb, der inspirer filmfolk verden over. Men er den ydre succes lig med den indre? Jesper Jargil går bag om skabelsesprocessen og følger dogmefilmenes tilblivelse. Siden sætter han dogmebrødrene Lars von Trier, Thomas Vinterberg, Søren Kragh-Jacobsen og Kristian Levring stævne i Triers hjem for at gøre status over Dogme 95.